# Vallée de l'Escaut en aval de Tournai
Vallée de l'Escaut en aval de Tournai este o arie protejată (arie specială de conservare — SAC, sit de importanță comunitară — SCI, arie de protecție specială avifaunistică — SPA) din Belgia întinsă pe o suprafață de 363,63 ha, integral pe uscat.

## Localizare
Centrul sitului Vallée de l'Escaut en aval de Tournai este situat la coordonatele 50°41′25″N 3°21′48″E / 50.69025°N 3.363197°E.

## Înființare
Situl Vallée de l'Escaut en aval de Tournai a fost declarat arie de protecție specială avifaunistică în decembrie 2016 pentru a proteja 19 specii de animale. Alte tipuri de protecție:
- sit de importanță comunitară (în octombrie 2002)
- arie specială de conservare (în decembrie 2016)[1][3][4]

## Biodiversitate
Situată în ecoregiunea atlantică, aria protejată conține 4 habitate naturale: Lacuri eutrofice naturale cu vegetație de tip Magnopotamion sau Hydrocharition, Cursuri de apă de la nivel de câmpie la nivel montan, cu vegetație Ranunculion fluitantis și Callitricho-Batrachion, Liziere de ierburi înalte hidrofile de câmpie și de nivel montan până la alpin, Păduri aluvionare cu Alnus glutinosa și Fraxinus excelsior (Alno-Padion, Alnion incanae, Salicion albae).
La baza desemnării sitului se află mai multe specii protejate:
- păsări (13): lăcar-de-rogoz (Acrocephalus schoenobaenus), pescăruș albastru (Alcedo atthis), rață pitică (Anas crecca), rață cârâitoare (Anas querquedula), erete de stuf (Circus aeruginosus), erete vânăt (Circus cyaneus), becațină comună (Gallinago gallinago), gușă albastră (Luscinia svecica), becațină mică (Lymnocryptes minimus), bătăuș (Philomachus pugnax), ploier auriu (Pluvialis apricaria), ciocântors (Recurvirostra avosetta), fluierar de mlaștină (Tringa glareola)
- amfibieni (2): Bufo calamita, triton cu creastă (Triturus cristatus)
- mamifere (2): liliac de iaz (Myotis dasycneme), liliac cărămiziu (Myotis emarginatus)
- pești (2): zvârluga (Cobitis taenia), Rhodeus sericeus

Pe lângă speciile protejate, pe teritoriul sitului au mai fost identificate 5 specii de plante, 6 specii de amfibieni, 6 specii de mamifere.